# Eugen Deutsch
Eugen Deutsch (Ludwigshafen am Rhein, 9 novembre 1907 – Großsteinhausen, 8 febbraio 1945) è stato un sollevatore tedesco che gareggiò nella categoria dei pesi massimi leggeri (fino a 82,5 kg).

## Biografia
Ai Campionati europei di Genova 1934 e di Parigi 1935 vinse la medaglia d'argento in entrambe le occasioni, terminando dietro, nell'ordine, all'austriaco Fritz Haller ed al francese Louis Hostin.
Partecipò alle Olimpiadi di Berlino 1936, vincendo la medaglia d'argento con 365 kg nel totale su tre prove, terminando dietro al francese Hostin (372,5 kg) e precedendo l'egiziano Ibrahim Wasif (360 kg).
Nel 1934 Deutsch stabilì anche un record del mondo nella prova di distensione lenta.
Arruolato nell'Esercito tedesco durante la seconda guerra mondiale, rimase ucciso sul fronte occidentale.